# SOKO Kitzbühel
SOKO Kitzbühel war eine österreichische Fernsehserie, die in Zusammenarbeit von ORF und ZDF entstand.
Die Krimiserie ist ein Ableger der deutschen Krimiserie SOKO 5113 (später: SOKO München). Die Serie spielt in der Tiroler Bezirksstadt Kitzbühel. Die Produktionsgesellschaft „beo-Film“ produzierte die Serie seit dem Jahr 2001. Ab 2017 produzierte die Serie die Produktionsfirma „Gebhardt Productions“.
Am 14. Juli 2020 gab der ORF bekannt, die Serie nach dem Produktionsende der 20. Staffel einzustellen. Im ORF erfolgte die Ausstrahlung der 13 neuen Folgen bis zum 14. Dezember 2021, in Deutschland wurden sie ab dem 7. Januar 2022 gesendet. Von Mai bis September 2021 wurde die erste Staffel zur Nachfolgeserie SOKO Linz gedreht.

## Handlung
Im Mittelpunkt der Handlung stehen die Ermittlerteams der SOKO Kitzbühel. Dies waren zuletzt in den Staffeln 14 bis 20 Oberleutnant Nina Pokorny und Major Lukas Roither. Die SOKO Kitzbühel klärt meist ungewöhnliche und komplizierte Mordfälle auf, die sich in Kitzbühel und Umgebung ereignen. Nicht selten sind darin Mitglieder der gehobenen Gesellschaft verwickelt, was mit dem Status des Ortes Kitzbühel als beliebtem Urlaubsziel von prominenten Persönlichkeiten zusammenhängt. Verstärkt werden die Zivilbeamten der SOKO von den uniformierten Kollegen der Kitzbühler Polizei, insbesondere von Chefinspektor Alois Kroisleitner, der von Folge 1 bis Folge 263 dabei ist.
Weitere Unterstützung erhalten die Polizisten von Gräfin von Schönberg und von Hannes Kofler. Schönberg und Kofler verbindet eine enge Freundschaft. Die Gräfin ist Stammgast in Koflers Lokal, den Pochlarner Stuben . Kofler ist ein berühmter Haubenkoch und betreibt einen Catering-Service für die gehobene Gesellschaft Kitzbühels.
Zudem ist Kofler der Vater von Karin Kofler, die jahrelang der SOKO Kitzbühel angehört hatte, sich dann aber aus privaten Gründen hat beurlauben lassen.
Kofler und die Gräfin von Schönberg stellen gerne selbst Ermittlungen zu den jeweiligen Fällen der SOKO Kitzbühel an. Die Methoden zur Beweiserbringung von Hannes und der Gräfin bewegen sich meist am Rande der Legalität, was die beiden des Öfteren in heikle Situationen bringt.
Die Polizeiarbeit wird oftmals durch die Einmischung der zwei Hobbydetektive behindert oder erschwert. Am Ende tragen ihre Informationen doch häufig auch zur Aufklärung der Mordfälle bei. Die Pochlarner Stuben werden von den Polizeibeamten gerne als Treffpunkt genutzt, wobei auch üblicherweise der aktuelle Fall besprochen wird. Nicht ganz regelgerecht erfahren Kofler und Schönberg dabei auch polizeiliche Interna, die sie oft entweder ergänzen oder als eigenen Ermittlungsansatz verwenden.
Zum Ende der Staffel 13, Folge 11 Vergeltung (1) wird Major Roither durch zwei Schüsse schwer verletzt. Karin Kofler gibt sich die Schuld an dieser Verletzung ihres Kollegen. Nachdem Karin Kofler in Staffel 13, Folge 13 Ein gutes Team einen erweiterten Selbstmord nicht verhindern kann, reicht sie ein Freistellungsgesuch ein, dem stattgegeben wird.
Mit Beginn der 14. Staffel wurde Oberstleutnant Karin Kofler durch Leutnant Nina Pokorny ersetzt. Es wird in Staffel 14, Folge 1, erwähnt, dass sich Karin Kofler auf einer ausgedehnten Reise befindet.
Leutnant Pokorny kommt von einer Wiener Polizeieinheit, wo sie als verdeckte Ermittlerin gegen die organisierte Kriminalität tätig war. Pokorny und Roither haben eine gemeinsame Vergangenheit.
Am Ende der 16. und in der 17. Staffel müssen sich Major Lukas Roither und Leutnant Nina Pokorny eingestehen, dass Gefühle nicht so einfach zu steuern sind, und beschließen ihre neue Nähe unter dem Begriff Freundschaft laufen zu lassen, um ihren Arbeitsalltag nicht zu beschädigen. Aber Gefühle lassen sich nicht steuern, und es kommt manchmal eben völlig anders, als man denkt.
Ab der 18. Staffel bekleidet Nina Pokorny den Dienstrang eines Oberleutnants.
Nachdem Klaus Lechner in Kitzbühel seinen Dienst quittierte, ließ er sich nach Graz in den Innendienst versetzen, um mehr Zeit für die Familie zu haben. Nach rund zehn Jahren Innendienst quittierte er diesen erneut aus familiären Gründen und wechselte 2021 nach Wien, wo er Simon Steininger ersetzte.

## Besetzung
| Schauspieler      | Rolle                                        | Episoden          | Zeitraum  |
| ----------------- | -------------------------------------------- | ----------------- | --------- |
| Heinz Marecek     | Hannes Kofler                                | 1–263             | 2001–2021 |
| Andrea L’Arronge  | Gräfin Vera Schönberg                        | 1–263             | 2001–2021 |
| Ferry Öllinger    | Chefinspektor Alois Kroisleitner             | 1–263             | 2001–2021 |
| Jakob Seeböck     | Major Lukas Roither                          | 111–263           | 2009–2021 |
| Julia Cencig      | Oberleutnant Nina Pokorny (ehemals Leutnant) | 171–263 (171–225) | 2015–2021 |
| Veronika Polly    | Rechtsmedizinerin Dr. Stefanie Löcker        | 200–263           | 2017–2021 |
| Kristina Sprenger | Oberstleutnant Karin Kofler (ehemals Major)  | 1–170 (1–110)     | 2001–2014 |
| Hans Sigl         | Major Andreas Blitz                          | 1–63              | 2001–2006 |
| Andreas Kiendl    | Major Klaus Lechner                          | 64–110            | 2006–2009 |
| Anja Stöhr        | Rechtsmedizinerin Dr. Silvia Pfaundler       | 1–33              | 2001–2005 |
| Christine Klein   | Rechtsmedizinerin Dr. Franziska Haller       | 34–200            | 2005–2017 |

Ehemaliges Logo in Österreich (2001–2005)

Neben den wiederkehrenden Charakteren sind auch viele Gastrollen Teil der Serie. Diese werden oft von bekannten Schauspielern des deutschsprachigen Fernsehens übernommen. Gastauftritte hatten unter anderem Isabel Karajan, Francis Fulton-Smith, Huub Stapel, Edita Malovčić, Andreas Maria Schwaiger, Mario Canedo, Julia Thurnau, Franziska Stavjanik, Nora Heschl, Claudia Messner, Max Tidof, Barbara Redl, Stefano Bernardin, Sandra S. Leonhard, Hary Prinz, Nina Bott, Katharina Stemberger, Ilja Richter, Christine Zierl, Simone Hanselmann, Olivia Pascal, Ruth Maria Kubitschek, Fritz Karl, Sonsee Neu, Michael Lesch, Valentin Schreyer, Valerie Niehaus, Michael Zittel, Franz Xaver Brückner, Herbert Fux, Armin Assinger, Noah Tinwa und viele mehr.
Michael Steinocher wurde für seinen Gastauftritt 2008 mit einem Undine Award ausgezeichnet.
In der Folge 63 (Sein letzter Fall) scheidet Andreas Blitz (Hans Sigl) aus der Serie aus. Als Grund wird angegeben, er werde zukünftig in Wien als Zielfahnder arbeiten. In der Folge 110 (Todesängste) steigt Klaus Lechner, der Nachfolger von Andreas Blitz, aus privaten Gründen aus der Serie aus und wird durch Lukas Roither ersetzt.
Im Februar 2014 wurde bekannt gegeben, dass nach dem Ausstieg von Kristina Sprenger als Hauptdarstellerin Julia Cencig fungieren wird. Die 14. Staffel mit Julia Cencig in der weiblichen Hauptrolle wurde von April bis Oktober 2014 gedreht, die Ausstrahlung erfolgte ab 24. Februar 2015.

## Ausstrahlung
Ab 15. November 2001 lief die Serie auf dem österreichischen Sender ORF eins. Mit einer Einschaltquote von bis zu 1,3 Mio. Zuschauern war sie eine der erfolgreichsten Krimiproduktionen Österreichs.
Seit Januar 2003 sind die Folgen im Vorabendprogramm des ZDF in Deutschland zu sehen. Seit September 2011 wiederholt das ZDF werktags die älteren Folgen der SOKO Kitzbühel neben den älteren Folgen anderer Sokos.
Seit November 2012 sind die ersten drei Staffeln auch auf MyVideo zu sehen. Viele Folgen der Serie sind auch auf dem Videoportal YouTube zu sehen.
Die Serie wurde auch ins nicht-deutschsprachige Ausland verkauft, zum Beispiel nach Finnland und Italien (vom 7. Jänner 2020).

## Sprachstil
Das in der Serie vorherrschende gesprochene Hochdeutsch zum Zwecke der Vermarktung im gesamten deutschsprachigen Raum entspricht nicht der sprachlichen Realität im Bundesland Tirol (abgesehen vom Sprachstil jener Charaktere, die als Gäste in Kitzbühel in Erscheinung treten).

## DVD
Die Folgen der Staffel 1 und die ersten vier Folgen der Staffel 2 sind am 26. Mai 2011 auf einer Doppel-DVD erschienen. Zwischenzeitlich sind die Folgen 1 – 196 auf DVD erhältlich.